# Apterostigma eowilsoni
Espèce
Apterostigma eowilsoni est une espèce éteinte de fourmis de la famille des Myrmicinae, du genre Apterostigma, connue à partir d'un seul fossile probablement du Miocène trouvé sur Hispaniola. A. eowilsoni est l'une des deux seules espèces du genre de fourmis Apterostigma et l'une des cinq espèces d'Attini décrites à partir de fossiles trouvés dans l'ambre dominicain.

## Histoire et classification
Apterostigma eowilsoni est connu à partir d'un insecte fossile solitaire qui est une inclusion dans un morceau transparent d'ambre dominicain. Cet ambre a été produit par l'espèce éteinte Hymenaea protera, qui poussait autrefois sur Hispaniola, dans le Nord de l'Amérique du Sud et jusqu'au Sud du Mexique. Les spécimens ont été collectés dans une mine d'ambre indéterminée dans des roches fossiles des montagnes de la Cordillère Septentrionale, au nord de la République dominicaine,. L'ambre date au moins de l'étage Burdigalien du Miocène, selon l'étude des foraminifères fossiles associés, mais pourrait être aussi vieux que l'Eocène moyen, selon les coccolithes fossiles associés. Cette indétermination est due au fait que la roche hôte constitue des dépôts secondaires pour l'ambre ; le Miocène est seulement l'étage le plus récent possible.
Le spécimen holotype d'ambre, numéro DR-16-292, est actuellement conservé dans les collections d'ambre du musée national d'histoire naturelle des États-Unis ; il est étiqueté dans la base de données de fourmis de la Smithsonian Institution sous le numéro 00443150. Le fossile a été étudié pour la première fois par l'entomologiste Ted R. Schultz (d) du Musée national d'histoire naturelle et la description type de la nouvelle espèce publiée en 2007 dans la revue Memoirs of the American Entomological Institute. L'épithète spécifique eowilsoni est un patronyme rendant hommage à Edward Osborne "EO" Wilson pour sa longue carrière et ses années de découvertes myrmécologiques importantes. 
Avant la description officielle de l'espèce en 2007, aucune espèce d’Apterostigma n'était connue à partir des archives fossiles, mais trois autres espèces d'Attini étaient déjà connues dans l'ambre dominicain, Trachymyrmex primaevus, Cyphomyrmex maya et Cyphomyrmex taino. L'article de Schultz décrit une deuxième espèce d’Apterostigma de l'ambre dominicain, A. electropilosum, ce qui porte le nombre total d'Attini fossiles à cinq espèces. 

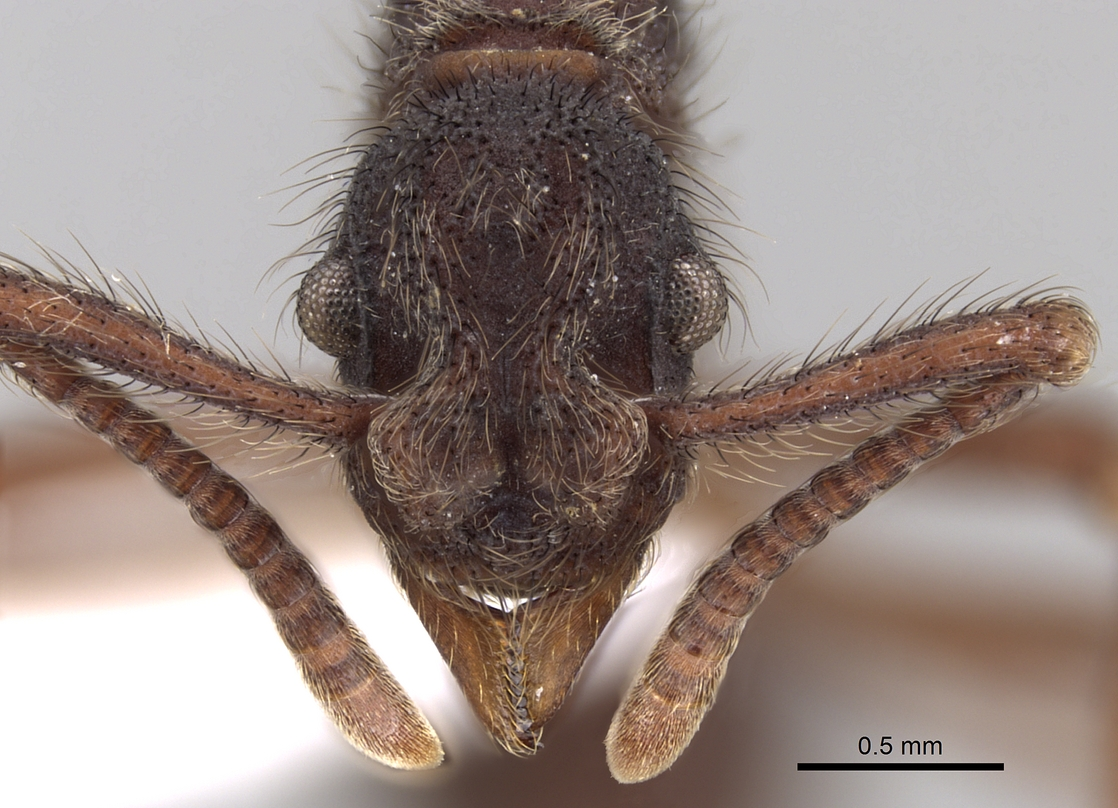
Travailleur Apterostigma auriculatum.

## Description
Le spécimen d’Apterostigma eowilsoni est bien conservé avec une longueur de Weber (longueur du mésosome) estimée à 1,44 mm et une longueur de tête de 0,99 mm. Le corps a une fine couverture de seta dressées et simples et qui atteignent une longueur totale de 0,15 mm. L'occiput, la zone arrière de la capsule céphalique, est court, ne formant pas un cou comme celui observé chez A. electropilosum. Le tégument du col est rugueux, avec des stries longitudinales. Les antennes sont composées de onze segments, dans lesquels le segment de pointe est 2,25 fois la longueur du segment suivant. Les yeux sont arrondis et de structure bulbeuse, avec une circonférence de douze ommatidies. Les yeux bulbeux ont une structure demi-hémisphérique avec des ommatidies sur les côtés et à l'avant, tandis que les faces arrière sont tégumentaires.
La capsule céphalique montre un clypéus lisse et brillant, une caractéristique observée dans le groupe « pilosum » actuel des espèces Apterostigma. Cependant le bord avant du clypeus est notablement réduit, se rapprochant de l'absence de bord du clypéus qui est un caractère du groupe « auriculatum ». La structure du clypéus est très similaire à celle d'une espèce du groupe « pilosum » non décrite collectée au Costa Rica, tandis que la structure oculaire est plus proche de celle d'espèces du groupe « auriculatum », A. pariense et A. reburrum. Compte tenu de la structuration oculaire, A. eowilsoni avait probablement une excellente vision stéréoscopique mais une mauvaise vision latérale et était aveugle à l'arrière.

### Articles
- (en) Ted R. Schultz, « The fungus-growing ant genus Apterostigma in Dominican amber », Memoirs of the American Entomological Institute, Ann Arbor, AEI (d), vol. 80,‎ 2007, p. 425-436 (ISSN 0065-8162, lire en ligne). .
- (en) G. Poinar et E. Heiss, « New Termitaphididae and Aradidae (Hemiptera) in Mexican and Dominican amber », Palaeodiversity, vol. 4,‎ 2011, p. 51–62 (lire en ligne).
- (en) Woodruff, « A new fossil species of stag beetle from Dominican Republic amber, with Australasian connections (Coleoptera: Lucanidae) », Insecta Mundi, vol. 0098,‎ 2009, p. 1–10 (lire en ligne).